# Umi Monogatari: Anata ga Ite Kureta Koto
Umi monogatari («Морская история», うみものがたり 〜あなたがいてくれたコト〜, уми моногатари ~аната-га итэкурэта кото~) — японский ТВ-аниме сериал, транслировавшийся на телеканалах Японии с июля по сентябрь 2009 года. Идея сюжета основана на серии игр патинко «Уми моногатари» (海物語シリーズ) фирмы Sanyo, хотя в аниме используется другая, оригинальная история.

## Сюжет
Марин и её младшая сестра, Урин — «морские люди» («умибито», 海人), существа, имеющие вид, как у людей, но живущие на дне моря. Однажды на дно упало красивое кольцо, и Марин решила вернуть его обратно. Урин боялась идти в «небесный мир» (как у них назывался мир людей), но Марин настояла, и они отправляются на берег. Они нашли хозяйку кольца. Эта была девушка Миямори Канон, но оказалось, что она специально выбросила кольцо, поскольку это был подарок от её бывшего парня, который её бросил. Канон опять выбросила кольцо, на сей раз в горы. Сёстры снова решили его найти. Урин нашла кольцо, но при этом она нарушила печать древнего каменного саркофага, где была запечатана некая тёмная сила. Для борьбы с этим злом Марин и Канон пробудили заложенные в них скрытые способности, став, соответственно, «морской мико» и «небесной мико»…

## Персонажи
- Марин (マリン) — светловолосая девушка, живущая на дне моря. Ей всегда хотелось побывать на берегу, но раньше она никогда туда не выходила.

Сэйю — Кана Асуми.
- Урин (ウリン) — младшая сестра Марин.

Сэйю — Юи Хориэ.
- Миямори Канон (яп. 宮守 夏音) — девушка, ученица старшей школы. Имеет достаточно пессимистичный интровертный характер. После того, как выбросила кольцо, она познакомилась с Марин и Урин.

Сэйю — Минако Котобуки.